# Louis François Cassas
Louis François Cassas (Azay-le-Ferron, 3 giugno 1756 – Versailles, 1º novembre 1827) è stato uno scultore, architetto, pittore paesaggista, archeologo e antiquario francese.

## Biografia

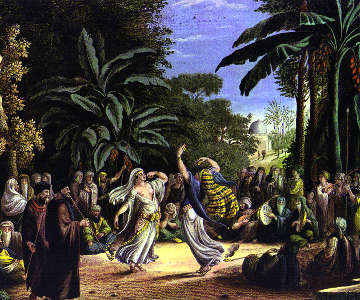
La danza del ventre di Cassas

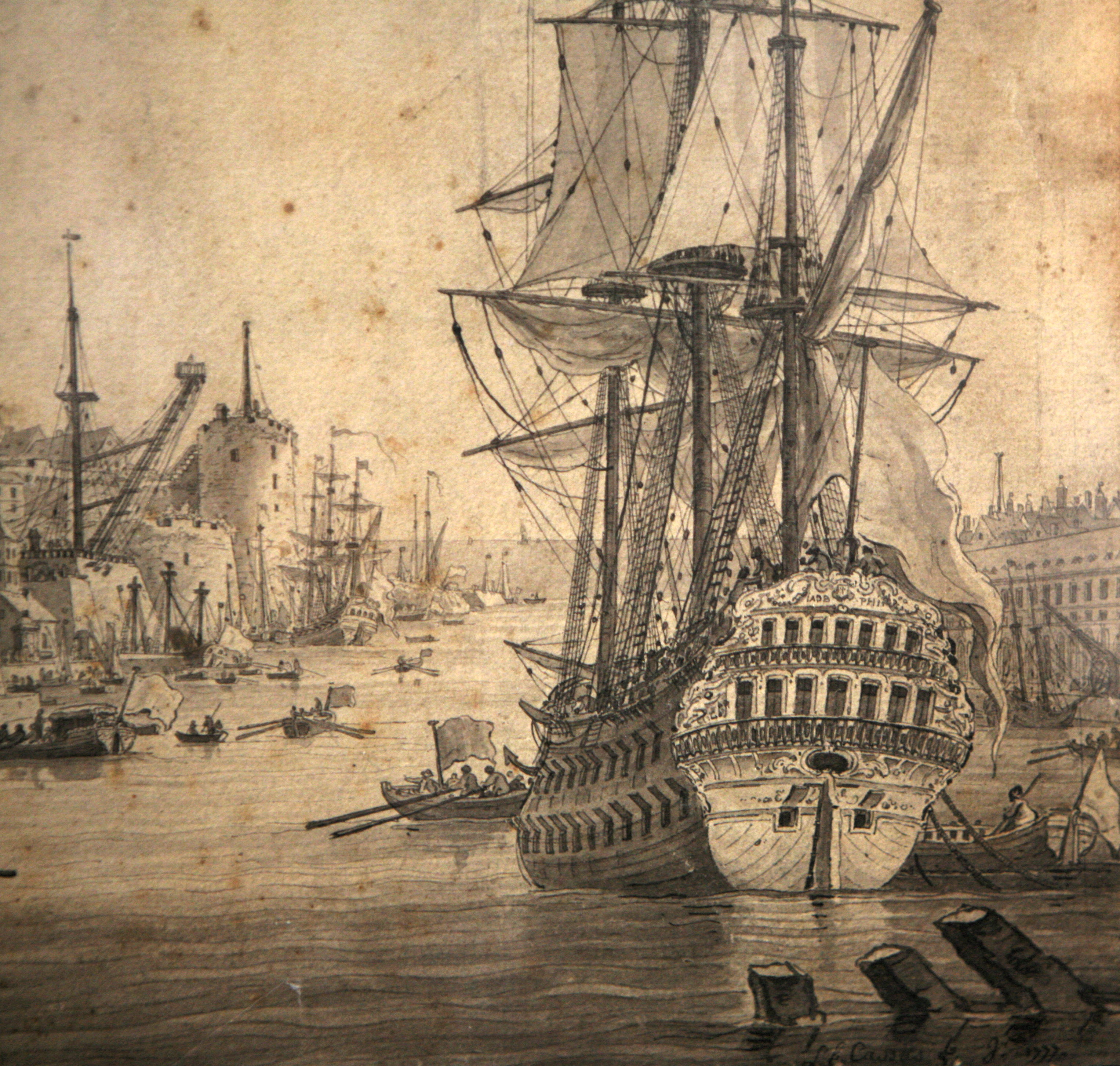
Particolare di Brest, Porto sulla Penfeld, dipinto da Cassas nel 1777.

Nato da una famiglia di umili origini, il padre era un artigiano alle dipendenze dei neonati Ponts et chaussées e lo portò con sé a lavorare come apprendista disegnatore a soli quindici anni. Le sue capacità artistiche furono allora notate dal marchese Louis-François de Gallifet, signore del castello di Azay-le-Ferron, che lo adottò come figlioccio e gli garantì una formazione eclettica, facendolo studiare prima a Tours, poi a Parigi e infine a Roma. Ebbe così tra i suoi insegnanti pittori sia neoclassici, come Joseph-Marie Vien e Louis Jean François Lagrenée il giovane, sia rococò come Jean-Baptiste Le Prince.
Dal 1784 al 1786 Cassas lavorò all'Ambasciata Francese nell'Impero ottomano, sotto la direzione dell'ambasciatore Conte Choiseul-Gouffier, che gli commissionò dei dipinti per il suo secondo volume dei Viaggi pittoreschi della Grecia (1809). Ha così modo di visitare l'Egitto, in particolare Alessandria, le piramidi di Giza e le moschee al Cairo. Le sue opere raffigurano quindi i paesaggi da lui visitati: i deserti e le rovine di Babele in Libia, la Palestina e Cipro.
All'inizio della Rivoluzione francese Cassas ritornò in Francia e pubblicò nel 1792 i suoi lavori nella raccolta Viaggio Pittoresco della Siria, della Fenicia, della Palestina e del Basso Egitto.
Cassas venne insignito della Legion d'Onore direttamente dal re il 21 maggio 1821 e spirò il 1º novembre 1827 per un colpo apoplettico.

## Lavori

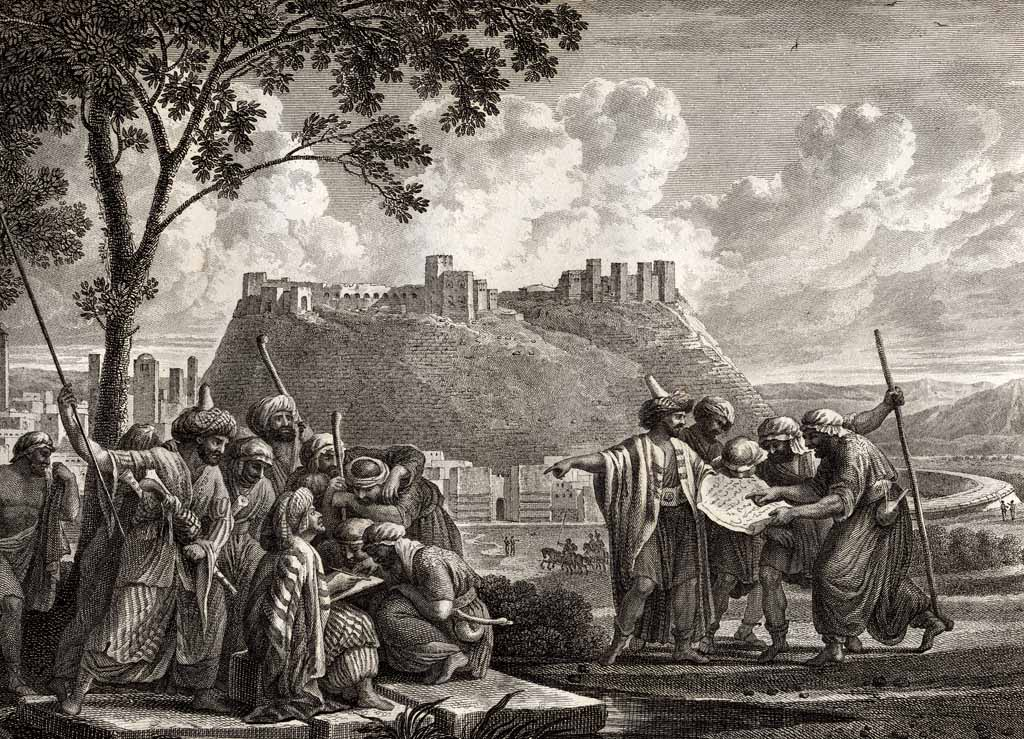
Castello di Emesa in Siria.

È un pittore paesaggista, ma dipinge anche numerose scene di vita quotidiana numerosi studi di costumi, paesaggi e processioni.
Come architetto crea una collezione di oltre 700 modellini di antichi monumenti in terracotta di varie epoche, che furono esposte nel 1806 alla Scuola delle Belle Arti di Parigi.

## Opere
- Travels in Istria and Dalmatia, Londra, 1805
- Picturesque views of the Principal Sites and Monuments of Grece, of Sicily, and the Seven Hills of Rome, 1814